# Дионкунда Траоре
Дионкунда Траоре (фр. Dioncounda Traoré; 23. фебруар 1942) малијски је политичар и вршилац дужности председника Малија од 12. априла 2012. до 4. септембра 2013. године. Такође је председник Националне скупштине Малија од 2007. и партије АДЕМА од 2000. године.

## Биографија
Рођен је у Катију, тадашњи Француски Судан, данас Мали. Након студирања у Совјетском Савезу, Алжиру и Француској, вратио се у Мали и предавао на Учитељском колеџу од 1977. до 1980. године. Тада је био ухапшен због активности у синдикатима, а казну је служио на северу Малија. С временом је постао директор Националне школе за инжењеринг.
Учествовао је у догађајима који су 1991. довели до пада с власти дугогодишњег малијског вође Мусе Траореа. Био је један од оснивача партије АДЕМА, а на конститутивном конгресу у мају 1991. био је изабран за другог потпредседника партије, док је председник био Алфа Умар Конаре. Када је Конаре 1992. изабран за новог председника, Траоре је постао министар за цивилне услуге, рад и модернизацију. Од 1993. је био министар одбране, а од 1994. министар спољних послова. На конгресу АДЕМА-е 1994, напредовао је до позиције првог потпредседника партије.
Године 1997. био је изабран за посланика у скуипштини за покрајину Нара, због чега је дао оставку на место министра спољних послова. Октобра 2000, постао је нови председник АДЕМА-е. Године 2002. изгубио је место парламентарног посланика из покрајине Нара. Са 111 гласова за и 38 против, 2007. је био изабран за председника Националне скупштине Малија.

### В. д. председника Малија
Марта 2012. године извршен је пуч против председника Амадуа, што је довело до економске блокаде и санкција Малију. Априла 2012, генерал Амаду Саного, вођа војне хунте, предао је Траореу функцију вршиоца дужности председника док се не одрже нови избори.
Војници су 21. маја 2012. допустили групи пропучевски оријентисаних демонстраната да уђу у Траореову канцеларију у Бамаку. Демонстранти су ухватили Траореа, извукли га на улицу, скинули до гола и претукли. Убрзо је био пребачен у болницу у стању несвести и с озледама главе. Озледе нису биле озбиљне, а Траоре је лечење наставио у Француској. У земљу се вратио 27. јула исте године. Људи повезани с нападом на Траореа ухапшени су 5. јуна. Функцију вршиоца дужности председника Траоре је обављао до 4. септембра 2013. године, када га је наследио Ибрахим Бубакар Кејта, новоизабрани председник на изборима одржанима у августу исте године.